# Chavarriella urania
Chavarriella urania är en fjärilsart som beskrevs av Claude Herbulot 1988. Chavarriella urania ingår i släktet Chavarriella och familjen mätare. Inga underarter finns listade i Catalogue of Life.